# Reprezentacja Walii w piłce nożnej mężczyzn

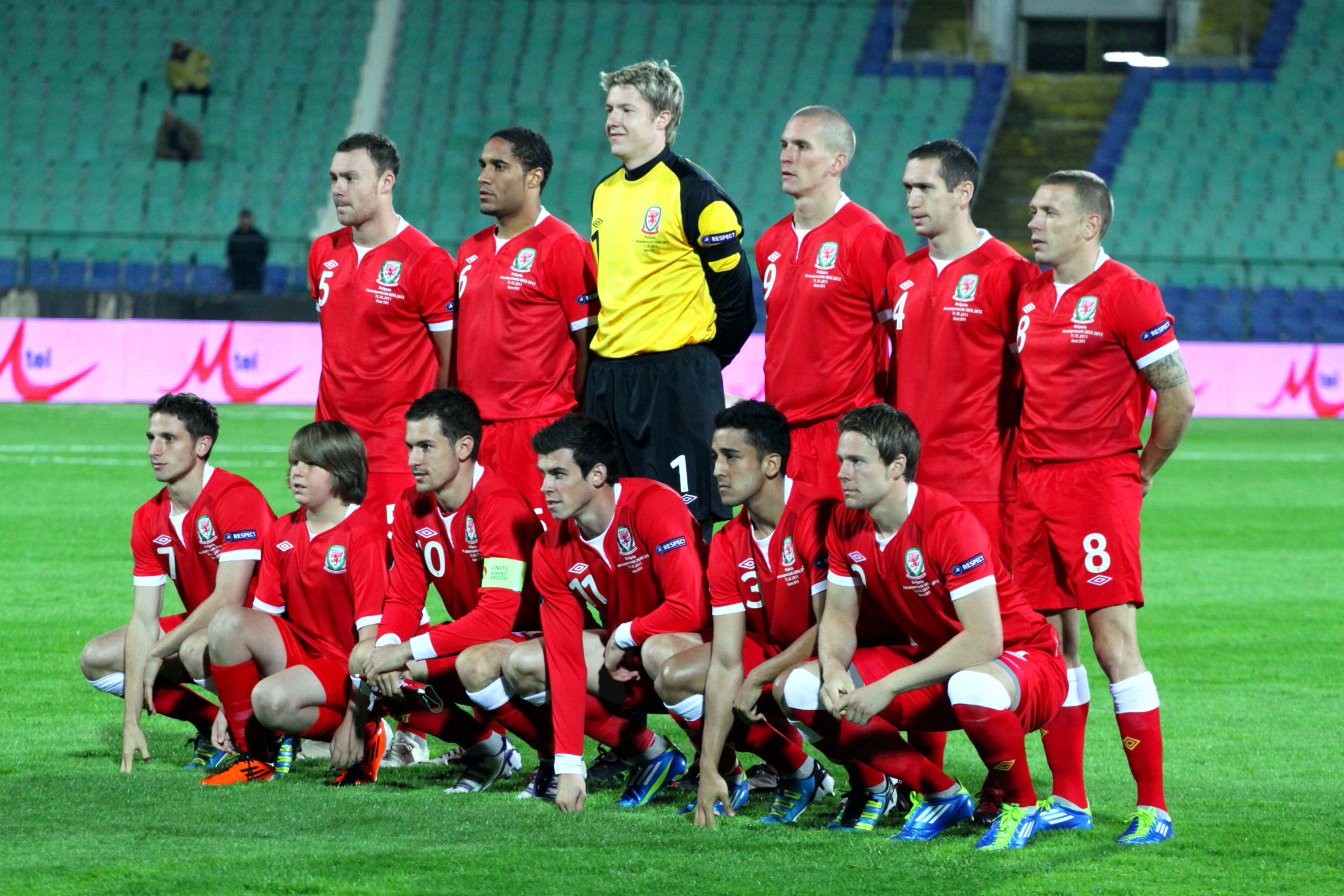
Walijczycy przed meczem z Bułgarią (2011)

Reprezentacja Walii w piłce nożnej (ang. The Wales national football team, wal. Tîm pêl-droed cenedlaethol Cymru) – zespół piłkarski, biorący udział w imieniu Walii w meczach i sportowych imprezach międzynarodowych, powoływany przez selekcjonera, w którym mogą występować wyłącznie zawodnicy posiadający brytyjskie obywatelstwo i walijskie pochodzenie. Reprezentacja rozgrywa swoje mecze od 1876 roku, od 1910 roku jest członkiem FIFA, a od 1954 – UEFA.

## Historia
Dwa razy grała na mistrzostwach świata. Na Mundialu 1958 w Szwecji, reprezentacja Walii prowadzona przez Jimmy’ego Murphy’ego w fazie grupowej zanotowała trzy remisy (1:1 z reprezentacją Węgier, 1:1 z reprezentacją Meksyku oraz 0:0 ze reprezentacją Szwecji). Między reprezentacją Walii a reprezentacją Węgier rozegrano więc dodatkowy mecz (baraż o awans), w którym lepsi okazali się Walijczycy, którzy wygrali 2:1 i awansowali do ćwierćfinału, w którym ulegli 0:1 przyszłym mistrzom świata – reprezentacji Brazylii, a na mundialu w Katarze w 2022 r. na który awansowali po barażach, w swojej grupie zremisowali  z USA i dwa razy przegrali z Anglią i z Iranem.
Od tego momentu reprezentacji Walii przez 58 lat nie udało się awansować ani na mistrzostwa świata ani na mistrzostwa Europy, mimo że w reprezentacji Walii grali piłkarze odnoszący spore sukcesy w karierze klubowej tacy, jak m.in.: John Charles (gwiazda Juventusu Turyn, król strzelców Serie A w sezonie 1957/1958), pomocnik Terry Yorath (finalista Pucharu Zdobywców Pucharów 1973 i Pucharu Europy: 1975 z Leeds United), Joey Jones i John Toshack (dwukrotni zdobywcy Pucharu Europy: 1977, 1978 z FC Liverpool), Ian Rush (jeden z najlepszych napastników Europy w latach 80., dwukrotny zdobywca Pucharu Europy: 1981, 1984 z FC Liverpool), bramkarz Neville Southall (zdobywca Pucharu Zdobywców Pucharów 1985 z Evertonem), napastnik Mark Hughes (dwukrotny zdobywca Pucharu Zdobywców Pucharów: w 1991 z Manchesterem United, i w 1998 z Chelsea F.C.), oraz Ryan Giggs (zawodnik Manchesteru United, dwukrotny zdobywca Ligi Mistrzów: 1999, 2008). Europejskie puchary zdobywali także bramkarz Gary Sprake (dwukrotny zdobywca Pucharu Miast Targowych: 1968, 1971 z Leeds United) oraz stoper Mike England (zdobywca Pucharu UEFA 1973 z Tottenhamem Hotspur).
Najbliżej awansu na mistrzostwa Europy reprezentacja Walii była w 1976 i 2003 roku. W fazie ćwierćfinałowej eliminacji do turnieju 1976 w Jugosławii, reprezentacja Walii prowadzona przez Mike’a Smitha przegrała dwumecz z reprezentacją Jugosławii (0:2, 1:1), natomiast w barażach do turnieju 2004 w Portugalii reprezentacja Walii prowadzona przez Marka Hughesa przegrała dwumecz z reprezentacją Rosji (0:0, 0:1).
Mark Hughes był selekcjonerem reprezentacji Walii w latach 1999–2004, następnie w latach 2005–2010 reprezentację Walii prowadził reprezentant kraju, najbardziej utytułowany walijski szkoleniowiec – John Toshack, potem w 2010 roku reprezentację Walii w dwóch meczach prowadził Brian Flynn, dnia 14 grudnia 2010 roku selekcjonerem reprezentacji Walii został reprezentant kraju – Gary Speed, który dnia 27 listopada 2011 roku popełnił samobójstwo.
Po samobójczej śmierci Gary’ego Speeda, dnia 19 stycznia 2012 roku selekcjonerem reprezentacji Walii został Chris Coleman, pod którego wodzą w eliminacjach do mistrzostw świata 2014 w Grupie A zajęła ona 5. miejsce i nie awansowała do turnieju w Brazylii, jednak w eliminacjach do mistrzostw Europy 2016 w grupie B zajęła 2. miejsce (za reprezentacją Belgii), dzięki czemu po raz pierwszy w historii awansowała na mistrzostwa Europy. Na turnieju 2016 we Francji reprezentacja Walii mająca w składzie takich zawodników, jak m.in.: Gareth Bale czy Aaron Ramsey okazała się najlepsza w grupie B, wygrywając 2 mecze i 1 przegrywając (2:1 z reprezentacją Słowacji, 3:0 z reprezentacją Rosji, 1:2 z reprezentacją Anglii), dzięki czemu awansowała do 1/8 finału. W tej fazie turnieju Walijczycy spotkali się z reprezentacją Irlandii Północnej. Dzięki samobójczemu trafieniu Garetha McAuleya wygrali to spotkanie 1:0, awansując tym samym do ćwierćfinału. Zmierzyli się w nim z reprezentacją Belgii, z którą wygrali 3:1 po golach Ashleya Williamsa, Hala Robsona-Kanu, oraz Sama Vokesa. Znaleźli się tym samym w półfinale, w którym zagrali z Portugalią. Przegrali ten mecz 0:2 i odpadli z turnieju.
Po nieudanych dla Walijczyków eliminacjach do mundialu w Rosji 2018 (trzecie miejsce w grupie z siedemnastoma punktami na koncie po czterech zwycięstwach, pięciu remisach i porażce w dziesięciu meczach), Chris Coleman przestał być trenerem reprezentacji. Na tym stanowisku zastąpił go Ryan Giggs.

## Eliminacje doMistrzostw Świata w Piłce Nożnej 2010

### Grupa D
| Miejsce | Drużyna       | Mecze | Punkty | Zwyc. | Rem. | Por. | Bramki |
| ------- | ------------- | ----- | ------ | ----- | ---- | ---- | ------ |
| 1       | Niemcy        | 10    | 26     | 8     | 2    | 0    | 26-5   |
| 2       | Rosja         | 10    | 22     | 7     | 1    | 2    | 19-6   |
| 3       | Finlandia     | 10    | 18     | 5     | 3    | 2    | 14-14  |
| 4       | Walia         | 10    | 12     | 4     | 0    | 6    | 9-12   |
| 5       | Azerbejdżan   | 10    | 5      | 1     | 2    | 7    | 4-14   |
| 6       | Liechtenstein | 10    | 2      | 0     | 2    | 8    | 2-23   |

|               | Azerbejdżan | Finlandia | Niemcy | Liechtenstein | Rosja | Walia |
| ------------- | ----------- | --------- | ------ | ------------- | ----- | ----- |
| Azerbejdżan   | X           | 1:2       | 0:2    | 0:0           | 1:1   | 0:1   |
| Finlandia     | 1:0         | X         | 3:3    | 2:1           | 0:3   | 2:1   |
| Niemcy        | 4:0         | 1:1       | X      | 4:0           | 2:1   | 1:0   |
| Liechtenstein | 0:2         | 1:1       | 0:6    | X             | 0:1   | 0:2   |
| Rosja         | 2:0         | 3:0       | 0:1    | 3:0           | X     | 2:1   |
| Walia         | 1:0         | 0:2       | 0:2    | 2:0           | 1:3   | X     |

## Eliminacje doMistrzostw Europy w Piłce Nożnej 2012

### Grupa G
| Zespół     | Pkt | M | W | R | P | Br+ | Br− | +/− |
| ---------- | --- | - | - | - | - | --- | --- | --- |
| Anglia     | 18  | 8 | 5 | 3 | 0 | 17  | 5   | +12 |
| Czarnogóra | 12  | 8 | 3 | 3 | 2 | 7   | 7   | 0   |
| Szwajcaria | 11  | 8 | 3 | 2 | 3 | 12  | 10  | +2  |
| Walia      | 9   | 8 | 3 | 0 | 5 | 6   | 10  | −4  |
| Bułgaria   | 5   | 8 | 1 | 2 | 5 | 3   | 13  | −10 |

|            | Anglia | Szwajcaria | Bułgaria | Walia | Czarnogóra |
| ---------- | ------ | ---------- | -------- | ----- | ---------- |
| Anglia     | X      | 2:2        | 4:0      | 1:0   | 0:0        |
| Szwajcaria | 1:3    | X          | 3:1      | 4:1   | 2:0        |
| Bułgaria   | 0:3    | 0:0        | X        | 0:1   | 0:1        |
| Walia      | 0:2    | 2:0        | 0:1      | X     | 2:1        |
| Czarnogóra | 2:2    | 1:0        | 1:1      | 1:0   | X          |

## Eliminacje doMistrzostw Świata w Piłce Nożnej 2014

### Grupa A
| Lp. | Drużyna            | M  | Mecze | Mecze | Mecze | Bramki | Bramki | Bramki | Pkt |
| Lp. | Drużyna            | M  | W     | R     | P     | +      | −      | +/−    | Pkt |
| --- | ------------------ | -- | ----- | ----- | ----- | ------ | ------ | ------ | --- |
| 1.  | Belgia             | 10 | 8     | 2     | 0     | 18     | 4      | +14    | 26  |
| 2.  | Chorwacja          | 10 | 5     | 2     | 3     | 12     | 9      | +3     | 17  |
| 3.  | Serbia             | 10 | 4     | 2     | 4     | 18     | 11     | +7     | 14  |
| 4.  | Szkocja            | 10 | 3     | 2     | 5     | 8      | 12     | −4     | 11  |
| 5.  | Walia              | 10 | 3     | 1     | 6     | 9      | 20     | −11    | 10  |
| 6.  | Macedonia Północna | 10 | 2     | 1     | 7     | 7      | 16     | −9     | 7   |

|                    | Chorwacja | Serbia | Belgia | Szkocja | Macedonia Północna | Walia |
| ------------------ | --------- | ------ | ------ | ------- | ------------------ | ----- |
| Chorwacja          | X         | 2:0    | 1:2    | 0:1     | 1:0                | 2:0   |
| Serbia             | 1:1       | X      | 0:3    | 2:0     | 5:1                | 6:1   |
| Belgia             | 1:1       | 2:1    | X      | 2:0     | 1:0                | 1:1   |
| Szkocja            | 2:0       | 0:0    | 0:2    | X       | 1:1                | 1:2   |
| Macedonia Północna | 1:2       | 1:0    | 0:2    | 1:2     | X                  | 2:1   |
| Walia              | 1:2       | 0:3    | 0:2    | 2:1     | 1:0                | X     |

## Eliminacje doMistrzostw Europy w Piłce Nożnej 2016

### Grupa B
| Zespół               | Pkt | M  | W | R | P  | Br+ | Br− | +/− |
| -------------------- | --- | -- | - | - | -- | --- | --- | --- |
| Belgia               | 23  | 10 | 7 | 2 | 1  | 24  | 5   | +19 |
| Walia                | 21  | 10 | 6 | 3 | 1  | 11  | 4   | +7  |
| Bośnia i Hercegowina | 17  | 10 | 5 | 2 | 3  | 17  | 12  | +5  |
| Izrael               | 13  | 10 | 4 | 1 | 5  | 16  | 14  | +2  |
| Cypr                 | 12  | 10 | 4 | 0 | 6  | 16  | 17  | –1  |
| Andora               | 0   | 10 | 0 | 0 | 10 | 4   | 36  | -32 |

|                      | Walia | Izrael | Belgia | Cypr | Bośnia i Hercegowina | Andora |
| -------------------- | ----- | ------ | ------ | ---- | -------------------- | ------ |
| Walia                | X     | 0:0    | 1:0    | 2:1  | 0:0                  | 2:0    |
| Izrael               | 0:3   | X      | 0:1    | 1:2  | 3:0                  | 4:0    |
| Belgia               | 0:0   | 3:1    | X      | 5:0  | 3:1                  | 6:0    |
| Cypr                 | 0:1   | 1:2    | 0:1    | X    | 2:3                  | 5:0    |
| Bośnia i Hercegowina | 2:0   | 3:1    | 1:1    | 1:2  | X                    | 3:0    |
| Andora               | 1:2   | 1:4    | 1:4    | 1:3  | 0:3                  | X      |

## Mistrzostwa Europy w Piłce Nożnej 2016

### Grupa B
| Zespół   | Pkt | M | W | R | P | Br+ | Br− | +/− |
| -------- | --- | - | - | - | - | --- | --- | --- |
| Walia    | 6   | 3 | 2 | 0 | 1 | 6   | 3   | +3  |
| Anglia   | 5   | 3 | 1 | 2 | 0 | 3   | 2   | +1  |
| Słowacja | 4   | 3 | 1 | 1 | 1 | 3   | 3   | 0   |
| Rosja    | 1   | 3 | 0 | 1 | 2 | 2   | 6   | -4  |

### Mecze Walijczyków w ramach Euro 2016
| 3 11 czerwca 2016 18:00 CEST | Walia · Gareth Bale 10' · Hal Robson-Kanu 81' | 2:1(1:0)Raport | Słowacja · 61' Ondrej Duda | Stade Matmut-Atlantique, Bordeaux Widzów: 37 831 Sędzia: Svein Oddvar Moen |
|                              |                                               |                |                            |                                                                            |

| 16 16 czerwca 2016 15:00 CEST | Anglia · Jamie Vardy 56' · Daniel Sturridge 90+2' | 2:1(0:1)Raport | Walia · 42' Gareth Bale | Stade Bollaert-Delelis, Lens Widzów: 34 033 Sędzia: Felix Brych |
|                               |                                                   |                |                         |                                                                 |

| 27 20 czerwca 2016 21:00 CEST | Rosja | 0:3(0:2)Raport | Walia · 11' Aaron Ramsey · 20' Neil Taylor · 67' Gareth Bale | Stadium Municipal, Tuluza Widzów: 28 840 Sędzia: Jonas Eriksson |
|                               |       |                |                                                              |                                                                 |

### 1/8 finału
| 38 25 czerwca 2016 18:00 CEST | Walia · Gareth McAuley 75' (sam.) | 1:0(0:0)Raport | Irlandia Północna | Parc des Princes, Paryż Widzów: 44 342 Sędzia: Martin Atkinson |
|                               |                                   |                |                   |                                                                |

### Ćwierćfinał
| 46 1 lipca 2016 21:00 CEST | Walia · Ashley Williams 31' · Hal Robson-Kanu 55' · Sam Vokes 86' | 3:1(1:1)Raport | Belgia · 13' Radja Nainggolan | Stade Pierre-Mauroy, Lille Widzów: 45 936 Sędzia: Damir Skomina |
|                            |                                                                   |                |                               |                                                                 |

### Półfinał
| 49 6 lipca 2016 21:00 CEST | Portugalia · Cristiano Ronaldo 50' · Nani 53' | 2:0(0:0)Raport | Walia | Parc OL, Lyon Widzów: 55 679 Sędzia: Jonas Eriksson |
|                            |                                               |                |       |                                                     |

## Eliminacje doMistrzostw Świata w Piłce Nożnej 2018

### Grupa D
| Zespół   | Pkt | M  | W | R | P | Br+ | Br− | +/− |
| -------- | --- | -- | - | - | - | --- | --- | --- |
| Serbia   | 21  | 10 | 6 | 3 | 1 | 20  | 10  | +10 |
| Irlandia | 19  | 10 | 5 | 4 | 1 | 12  | 6   | +6  |
| Walia    | 17  | 10 | 4 | 5 | 1 | 13  | 6   | +7  |
| Austria  | 15  | 10 | 4 | 3 | 3 | 14  | 12  | +2  |
| Gruzja   | 5   | 10 | 0 | 5 | 5 | 8   | 14  | -6  |
| Mołdawia | 2   | 10 | 0 | 2 | 8 | 4   | 23  | -19 |

|          | Walia | Serbia | Austria | Irlandia | Gruzja | Mołdawia |
| -------- | ----- | ------ | ------- | -------- | ------ | -------- |
| Walia    | X     | 1:1    | 1:0     | 0:1      | 1:1    | 4:0      |
| Serbia   | 1:1   | X      | 3:2     | 2:2      | 1:0    | 3:0      |
| Austria  | 2:2   | 3:2    | X       | 0:1      | 1:1    | 2:0      |
| Irlandia | 0:0   | 0:1    | 1:1     | X        | 1:0    | 2:0      |
| Gruzja   | 0:1   | 1:3    | 1:2     | 1:1      | X      | 1:1      |
| Mołdawia | 0:2   | 0:3    | 0:1     | 1:3      | 2:2    | X        |

## Eliminacje doMistrzostw Europy w Piłce Nożnej 2020

### Grupa E
| Zespół      | Pkt | M | W | R | P | Br+ | Br− | +/− |
| ----------- | --- | - | - | - | - | --- | --- | --- |
| Chorwacja   | 17  | 8 | 5 | 2 | 1 | 17  | 7   | +10 |
| Walia       | 14  | 8 | 4 | 2 | 2 | 10  | 6   | +4  |
| Słowacja    | 13  | 8 | 4 | 1 | 3 | 13  | 11  | +2  |
| Węgry       | 12  | 8 | 4 | 0 | 4 | 8   | 11  | -3  |
| Azerbejdżan | 1   | 8 | 0 | 1 | 7 | 5   | 18  | -13 |

|             | Chorwacja | Walia | Słowacja | Węgry | Azerbejdżan |
| ----------- | --------- | ----- | -------- | ----- | ----------- |
| Chorwacja   | X         | 2:1   | 3:1      | 3:0   | 2:1         |
| Walia       | 1:1       | X     | 1:0      | 2:0   | 2:1         |
| Słowacja    | 0:4       | 1:1   | X        | 2:0   | 2:0         |
| Węgry       | 2:1       | 1:0   | 1:2      | X     | 1:0         |
| Azerbejdżan | 1:1       | 0:2   | 1:5      | 1:3   | X           |

## Eliminacje doMistrzostw Świata w Piłce Nożnej 2022

### Grupa E
| Lp. | Drużyna  | M | Mecze | Mecze | Mecze | Bramki | Bramki | Bramki | Pkt |
| Lp. | Drużyna  | M | W     | R     | P     | +      | −      | +/−    | Pkt |
| --- | -------- | - | ----- | ----- | ----- | ------ | ------ | ------ | --- |
| 1.  | Belgia   | 8 | 6     | 2     | 0     | 25     | 6      | +19    | 20  |
| 2.  | Walia    | 8 | 4     | 3     | 1     | 13     | 9      | +4     | 15  |
| 3.  | Czechy   | 8 | 4     | 2     | 2     | 14     | 9      | +5     | 14  |
| 4.  | Estonia  | 8 | 1     | 1     | 6     | 9      | 21     | −12    | 4   |
| 5.  | Białoruś | 8 | 1     | 0     | 7     | 7      | 24     | −17    | 3   |

|          | Belgia | Walia | Czechy | Białoruś | Estonia |
| -------- | ------ | ----- | ------ | -------- | ------- |
| Belgia   | X      | 3:1   | 3:0    | 8:0      | 3:1     |
| Walia    | 1:1    | X     | 1:0    | 5:1      | 0:0     |
| Czechy   | 1:1    | 2:2   | X      | 1:0      | 2:0     |
| Białoruś | 0:1    | 2:3   | 0:2    | X        | 4:2     |
| Estonia  | 2:5    | 0:1   | 2:6    | 2:0      | X       |

### Baraże
| 24 marca 2022 20:45 CET | Walia · Bale 25', 51' | 2:1(1:0)Raport | Austria · 65' (sam.) B. Davies | Cardiff City Stadium, Cardiff Widzów: 32 053 Sędzia: Szymon Marciniak |
|                         |                       |                |                                |                                                                       |

| 5 czerwca 2022 18:00 CEST | Walia · Jarmołenko 34' (sam.) | 1:0(1:0)Raport | Ukraina | Cardiff City Stadium, Cardiff Widzów: 32 660 Sędzia: Antonio Mateu Lahoz |
|                           |                               |                |         |                                                                          |

## Udział w międzynarodowych turniejach
| 1930 | Nie brała udziału       | Nie brała udziału       |
| 1934 | Nie brała udziału       | Nie brała udziału       |
| 1938 | Nie brała udziału       | Nie brała udziału       |
| 1950 | Nie zakwalifikowała się | Nie zakwalifikowała się |
| 1954 | Nie zakwalifikowała się | Nie zakwalifikowała się |
| 1958 | Awans                   | Ćwierćfinał             |
| 1962 | Nie zakwalifikowała się | Nie zakwalifikowała się |
| 1966 | Nie zakwalifikowała się | Nie zakwalifikowała się |
| 1970 | Nie zakwalifikowała się | Nie zakwalifikowała się |
| 1974 | Nie zakwalifikowała się | Nie zakwalifikowała się |
| 1978 | Nie zakwalifikowała się | Nie zakwalifikowała się |
| 1982 | Nie zakwalifikowała się | Nie zakwalifikowała się |
| 1986 | Nie zakwalifikowała się | Nie zakwalifikowała się |
| 1990 | Nie zakwalifikowała się | Nie zakwalifikowała się |
| 1994 | Nie zakwalifikowała się | Nie zakwalifikowała się |
| 1998 | Nie zakwalifikowała się | Nie zakwalifikowała się |
| 2002 | Nie zakwalifikowała się | Nie zakwalifikowała się |
| 2006 | Nie zakwalifikowała się | Nie zakwalifikowała się |
| 2010 | Nie zakwalifikowała się | Nie zakwalifikowała się |
| 2014 | Nie zakwalifikowała się | Nie zakwalifikowała się |
| 2018 | Nie zakwalifikowała się | Nie zakwalifikowała się |
| 2022 | Awans                   | Faza grupowa            |

| 1960 | Nie zakwalifikowała się | Nie zakwalifikowała się |
| 1964 | Nie zakwalifikowała się | Nie zakwalifikowała się |
| 1968 | Nie zakwalifikowała się | Nie zakwalifikowała się |
| 1972 | Nie zakwalifikowała się | Nie zakwalifikowała się |
| 1976 | Nie zakwalifikowała się | Nie zakwalifikowała się |
| 1980 | Nie zakwalifikowała się | Nie zakwalifikowała się |
| 1984 | Nie zakwalifikowała się | Nie zakwalifikowała się |
| 1988 | Nie zakwalifikowała się | Nie zakwalifikowała się |
| 1992 | Nie zakwalifikowała się | Nie zakwalifikowała się |
| 1996 | Nie zakwalifikowała się | Nie zakwalifikowała się |
| 2000 | Nie zakwalifikowała się | Nie zakwalifikowała się |
| 2004 | Nie zakwalifikowała się | Nie zakwalifikowała się |
| 2008 | Nie zakwalifikowała się | Nie zakwalifikowała się |
| 2012 | Nie zakwalifikowała się | Nie zakwalifikowała się |
| 2016 | Awans                   | III/IV miejsce          |
| 2020 | Awans                   | 1/8 finału              |
| 2024 | Nie zakwalifikowała się | Nie zakwalifikowała się |

## Aktualna kadra
26 osobowa kadra na Mistrzostwa Europy 2020, które odbywają się w dniach 11 czerwca 2021–11 lipca 2021. Występy i gole aktualne na 20 czerwca 2021.
| Nr         | Imię i nazwisko        | Data urodzenia       | Występy   | Gole      | Klub              |
| Bramkarze  | Bramkarze              | Bramkarze            | Bramkarze | Bramkarze | Bramkarze         |
| ---------- | ---------------------- | -------------------- | --------- | --------- | ----------------- |
| 1          | Wayne Hennessey        | 24 stycznia 1987     | 96        | 0         | Crystal Palace    |
| 12         | Danny Ward             | 22 czerwca 1993      | 16        | 0         | Leicester City    |
| 21         | Adam Davies            | 17 lipca 1992        | 2         | 0         | Stoke City        |
| Obrońcy    |                        |                      |           |           |                   |
| 2          | Chris Gunter           | 21 lipca 1989        | 102       | 0         | Charlton Athletic |
| 3          | Neco Williams          | 13 kwietnia 2001     | 13        | 1         | Liverpool         |
| 4          | Ben Davies             | 24 kwietnia 1993     | 63        | 0         | Tottenham Hotspur |
| 5          | Tom Lockyer            | 3 grudnia 1994       | 13        | 0         | Luton Town        |
| 6          | Joe Rodon              | 22 października 1997 | 17        | 0         | Tottenham Hotspur |
| 14         | Connor Roberts         | 23 września 1995     | 29        | 2         | Swansea City      |
| 17         | Rhys Norrington-Davies | 22 kwietnia 1999     | 5         | 0         | Sheffield United  |
| 22         | Chris Mepham           | 5 listopada 1997     | 20        | 0         | Bournemouth       |
| 24         | Ben Cabango            | 30 maja 2000         | 3         | 0         | Swansea City      |
| Pomocnicy  |                        |                      |           |           |                   |
| 7          | Joe Allen              | 14 marca 1990        | 62        | 2         | Stoke City        |
| 8          | Harry Wilson           | 22 marca 1997        | 28        | 5         | Liverpool         |
| 10         | Aaron Ramsey           | 26 grudnia 1990      | 66        | 17        | Juventus          |
| 15         | Ethan Ampadu           | 14 września 2000     | 26        | 0         | Chelsea           |
| 16         | Joe Morrell            | 3 stycznia 1997      | 18        | 0         | Luton Town        |
| 18         | Jonny Williams         | 9 października 1993  | 28        | 1         | Cardiff City      |
| 19         | David Brooks           | 8 lipca 1997         | 20        | 2         | Bournemouth       |
| 20         | Daniel James           | 10 listopada 1997    | 23        | 4         | Manchester United |
| 23         | Dylan Levitt           | 17 listopada 2000    | 9         | 0         | Manchester United |
| 25         | Rubin Colwill          | 27 kwietnia 2002     | 1         | 0         | Cardiff City      |
| 26         | Matthew Smith          | 22 listopada 1999    | 14        | 0         | Manchester City   |
| Napastnicy |                        |                      |           |           |                   |
| 9          | Tyler Roberts          | 12 stycznia 1999     | 13        | 0         | Leeds United      |
| 11         | Gareth Bale (c)        | 16 lipca 1989        | 95        | 33        | Real Madryt       |
| 13         | Kieffer Moore          | 8 sierpnia 1992      | 20        | 6         | Cardiff City      |

### Najwięcej goli w kadrze

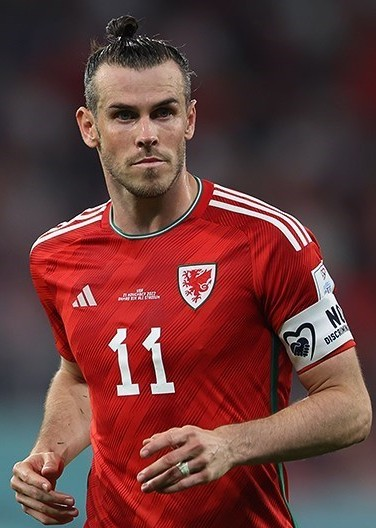
Gareth Bale – najlepszy strzelec i rekordzista pod względem występów.

## Rekordziści
Kolorem niebieskim zaznaczono wciąż aktywnych piłkarzy
| Lp. | Zawodnik         | Lata gry w kadrze | Mecze | Bramki |
| --- | ---------------- | ----------------- | ----- | ------ |
| 1.  | Gareth Bale      | 2006–2022         | 111   | 41     |
| 2.  | Chris Gunter     | 2007–             | 109   | 0      |
| 3.  | Wayne Hennessey  | 2007–             | 108   | 0      |
| 4.  | Neville Southall | 1982–1997         | 92    | 0      |
| 5.  | Ashley Williams  | 2008–2019         | 86    | 2      |
| 6.  | Gary Speed       | 1990–2004         | 85    | 7      |
| 7.  | Craig Bellamy    | 1998–2013         | 78    | 19     |
| 8.  | Joe Ledley       | 2005–             | 77    | 4      |
| 8.  | Aaron Ramsey     | 2008–             | 77    | 20     |
| 10. | Ben Davies       | 2012–             | 76    | 1      |

| Lp. | Zawodnik        | Lata gry w kadrze | Bramki | Mecze |
| --- | --------------- | ----------------- | ------ | ----- |
| 1.  | Gareth Bale     | 2006–2022         | 41     | 111   |
| 2.  | Ian Rush        | 1980–1996         | 28     | 73    |
| 3.  | Trevor Ford     | 1947–1957         | 23     | 38    |
| 3.  | Ivor Allchurch  | 1951–1966         | 23     | 68    |
| 5.  | Dean Saunders   | 1986–2001         | 22     | 75    |
| 6.  | Aaron Ramsey    | 2008–             | 20     | 77    |
| 7.  | Craig Bellamy   | 1998–2013         | 19     | 78    |
| 8.  | Cliff Jones     | 1954–1970         | 16     | 59    |
| 8.  | Robert Earnshaw | 2002–2012         | 16     | 59    |
| 8.  | Mark Hughes     | 1984–1999         | 16     | 72    |

## Selekcjonerzy reprezentacji Walii
| Trener         | Kariera   | Mecze | Wygrane | Zremisowane | Przegrane | Bramki zdobyte | Bramki stracone | % Zwycięstw |
| -------------- | --------- | ----- | ------- | ----------- | --------- | -------------- | --------------- | ----------- |
| Walley Barnes  | 1954–1956 | 9     | 2       | 1           | 6         | 10             | 17              | 22          |
| Jimmy Murphy   | 1956–1964 | 43    | 11      | 13          | 19        | 59             | 79              | 26          |
| Trevor Morris  | 1964      | 1     | 0       | 0           | 1         | 2              | 3               | 0           |
| Dave Bowen     | 1964–1974 | 53    | 10      | 13          | 30        | 49             | 84              | 20          |
| Mike Smith     | 1974–1979 | 40    | 15      | 11          | 14        | 49             | 39              | 38          |
| Mike England   | 1980–1987 | 56    | 21      | 18          | 17        | 68             | 52              | 38          |
| David Williams | 1988      | 1     | 0       | 0           | 1         | 1              | 2               | 0           |
| Terry Yorath   | 1988–1993 | 41    | 16      | 8           | 17        | 48             | 54              | 39          |
| John Toshack   | 1994      | 1     | 0       | 0           | 1         | 1              | 3               | 0           |
| Mike England   | 1994–1995 | 10    | 3       | 1           | 6         | 9              | 19              | 30          |
| Bobby Gould    | 1995–1999 | 24    | 7       | 4           | 13        | 32             | 47              | 29          |
| Mark Hughes    | 1999–2004 | 41    | 11      | 15          | 15        | 46             | 49              | 27          |
| John Toshack   | 2005–2010 | 53    | 22      | 8           | 23        | 61             | 56              | 42          |
| Brian Flynn    | 2010      | 2     | 0       | 0           | 2         | 1              | 5               | 0           |
| Gary Speed     | 2010–2011 | 10    | 5       | 0           | 5         | 13             | 13              | 50          |
| Chris Coleman  | 2011–2017 | 50    | 19      | 13          | 18        | 53             | 57              | 38          |
| Ryan Giggs     | 2018–2022 | 32    | 16      | 6           | 10        | 28             | 20              | 53          |